# Política de Niterói

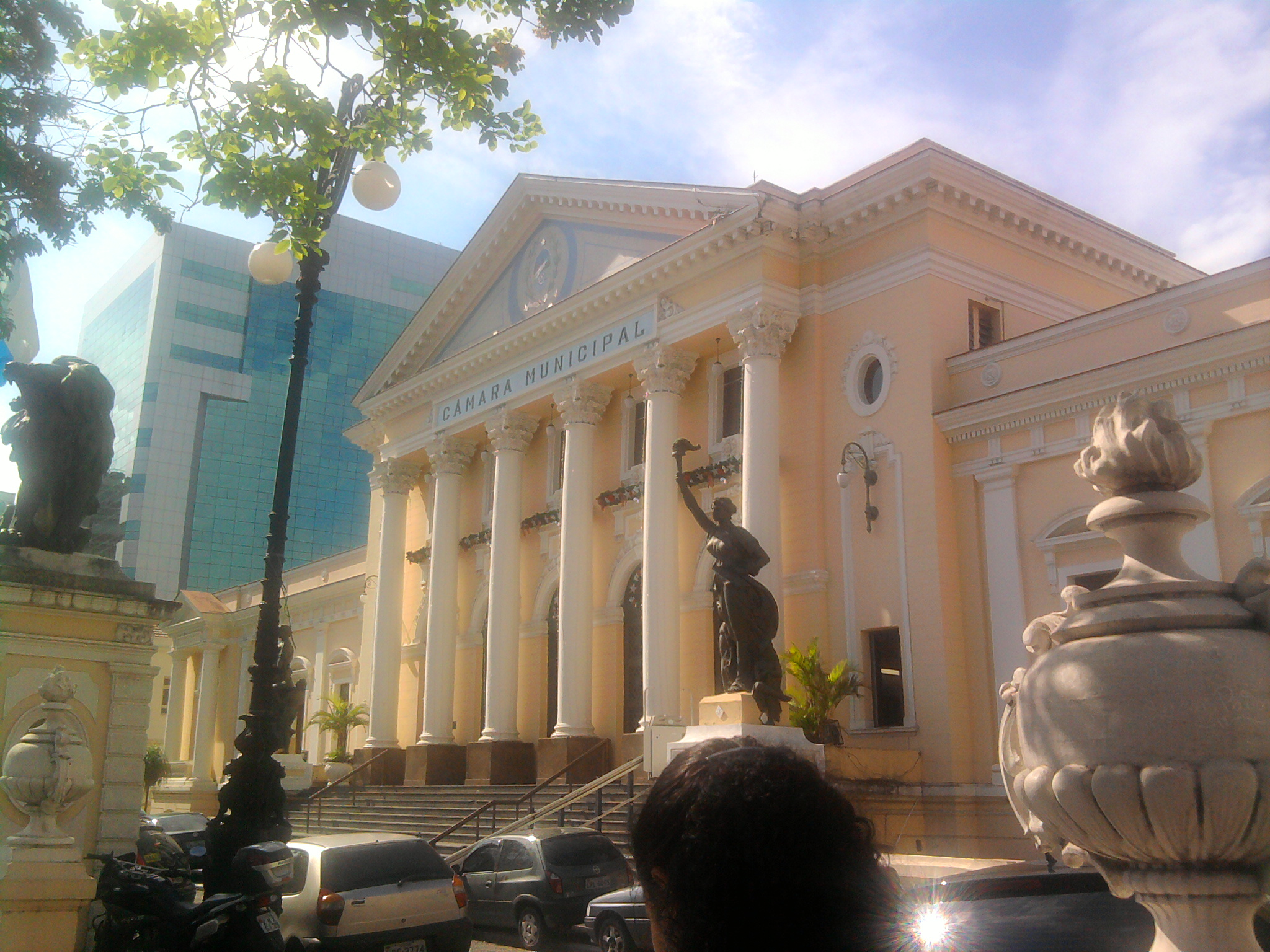
Câmara Municipal de Niterói, órgão legislativo do município.

A cidade de Niterói, município do Estado do Rio de Janeiro, pertence a Região Metropolitana do Rio de Janeiro, tem o seu poder político dividido em dois poderes, Legislativo, constituído pela Câmara Municipal de Niterói, e Executivo, pela Prefeitura de Niterói. 
A cidade tem sua vida política influenciada por toda uma série de fatores, em especial, são eles: ter sido capital do estado, inclusive ainda abrigando vários órgãos do governo do estado, por ser muito próxima da Cidade do Rio de Janeiro, por ser uma das cidades mais ricas do estado e do Brasil, pelo seu alto PIB per capita, parque industrial vinculado à indústria naval e offshore, complementada pela construção do COMPERJ na vizinha cidade de Itaboraí; a forte expansão imobiliária, alimentada pela migração de cariocas para a cidade em busca da qualidade de vida; e o fato de ser a principal cidade e a mais rica do Leste Fluminense, o que atrai pessoas das cidades vizinhas e do interior para uso dos serviços públicos. 
Esses fatores fazem com que, inclusive, a vida política da cidade influencie na dinâmica política das cidades vizinhas e até do Estado, apesar dessa capacidade ter se esvaído um pouco, diante da perda da condição de capital estadual e de duas década de perdas econômicas do setor industrial local (no momento, em recuperação). Mesmo na atualidade, muitos de seus prefeitos tornaram-se governadores e muito dos deputados estaduais e federais pelo Rio de Janeiro vieram de, ou residem em, ou iniciaram sua carreira política em Niterói, e a cidade seja um colégio eleitoral importante ou determinante nas eleições.

## Câmara Municipal de Niterói
O Poder Legislativo é constituído à Câmara Municipal de Niterói (CMN), composta por 21 vereadores eleitos para mandatos de quatro anos (em observância ao disposto no artigo 29 da Constituição Federal, que disciplina um número mínimo e máximo para municípios de acordo com número de habitantes). Cabe à casa elaborar e votar leis fundamentais à administração e ao Executivo, especialmente o orçamento participativo (Lei de Diretrizes Orçamentárias).
A câmara municipal está instalada na antigo palácio sede da Assembleia Legislativa do Rio de Janeiro, parte do conjunto arquitetônico histórico-cultural Praça da República, Centro da cidade. Antes de 1976, a câmara municipal se reunia no Paço Municipal de Niterói, no Jardim São João, também no Centro, que após abrigar um museu histórico municipal, atualmente sedia a Fundação Municipal de Educação.

## Prefeitura Municipal de Niterói
O Poder Executivo é representado pelo prefeito e secretários municipais, em conformidade ao modelo proposto pela Constituição Federal. A Lei Orgânica do Município e o atual Plano Diretor, porém, preceituam que a administração pública deve conferir à população ferramentas efetivas ao exercício da democracia participativa e mais próxima ao dia a  dia do cidadão. Deste modo, a cidade é dividida em secretarias regionais (embora já tenha sido dividido em administrações regionais), cada uma delas dirigida por um secretário nomeado pelo prefeito. O atual prefeito é Rodrigo Neves, do PDT, eleito em 2012, na época filiado ao PV.
A atual sede da Prefeitura Municipal de Niterói (PMN) é o Centro Administrativo, na Rua Visconde de Sepetiba, no Centro, próximo da Praça da República, onde estão as secretarias municipais e o gabinete do prefeito. A antiga sede, o Palácio Arariboia, na Rua da Conceição, sedia atualmente a secretaria municipal da Fazenda .

### Autarquias e órgãos de administração indireta
São esses:
- Autarquia Gestora da Previdência Pública Municipal - NITPREV
- Companhia de Limpeza Urbana de Niterói – CLIN
- Controladoria Geral do Município
- Empresa Municipal de Moradia, Urbanização e Saneamento - EMUSA
- Fundação Municipal de Educação - FME
- Fundação de Arte de Niterói – FAN
- Fundação Municipal de Saúde - FMS
- Guarda Civil Municipal - GCM
- Grupo Executivo do Caminho Niemeyer
- Museu de Arte Contemporânea – MAC
- Niterói Terminais Rodoviários – NITER
- Niterói Transporte e Trânsito - NITTRANS
- Niterói Empresa de Lazer e Turismo – NELTUR
- Procuradoria Geral do Município - PGM
- Teatro Municipal de Niterói – TMN

### Outros órgãos
Em complementação ao processo legislativo e ao trabalho engendrado nas secretarias há os Conselhos municipais. Obrigatoriamente formados por representantes de vários setores da sociedade civil organizada, acenam em frentes distintas - embora sua representatividade efetiva seja por vezes questionada. Encontram-se atualmente em atividade: Conselho Municipal de Urbanismo (CMU), de Cultura (CMC), de Defesa do Meio Ambiente (CONDEMAM), de Saúde (CMS), de Educação (CME), de Assistência Social (CMAS).
Há ainda, durante o período de elaboração do orçamento municipal, o funcionamento de plenárias pelos bairros do chamado Orçamento Participativo, onde os moradores podem ordenar um percentual do orçamento geral para seu bairro.

## Ex-capital do estado e repartições estaduais
Por ser ex-capital do estado, a cidade ainda abriga algumas repartições do governo estadual, como a Imprensa Oficial do Estado, a Secretaria de Estado de Agricultura, a Secretaria de Estado do Trabalho, Secretaria de Estado de Desenvolvimento Regional, a PESAGRO, a EMATER-RJ, o DRM-RJ, entre outros. 
Além disso, ainda estão em pé os edifícios que abrigaram os órgãos de cúpula do Estado do Rio de Janeiro, a sede do Poder Executivo, o outrora Palácio Nilo Peçanha (atualmente Museu de História e Artes do Estado do Rio de Janeiro) e o Edifício das Secretarias (atual Fórum da Comarca), na Avenida Amaral Peixoto, a já mencionada sede da Assembleia Legislativa do Rio de Janeiro, e o Palácio da Justiça ocupada antigamente pelo Tribunal de Justiça do Rio de Janeiro.
Também, apesar de não ser capital estadual, ainda abriga toda uma série de repartições federais, como delegacia da Polícia Federal e da Receita Federal, um fórum da Justiça Federal e outro da Justiça do Trabalho. Além de unidades e órgãos da Marinha do Brasil, especialmente a sede da Armada Naval e do Departamento Hidrográfico Nacional, além da Universidade Federal Fluminense.

## Últimas eleições
As últimas eleições em Niterói foram no ano de 2024. Foram eleitos o prefeito, o vice-prefeito e 21 vereadores.
- Eleição municipal de Niterói em 2024 - Prefeito eleito: Rodrigo Neves (PDT)
- Eleição municipal de Niterói em 2020 - Prefeito eleito: Axel Grael (PDT)
- Eleição municipal de Niterói em 2016 - Prefeito reeleito: Rodrigo Neves (PV)
- Eleição municipal de Niterói em 2012 - Prefeito eleito: Rodrigo Neves (PT)
- Eleição municipal de Niterói em 2008 - Prefeito eleito: Jorge Roberto Silveira (PDT)
- Eleição municipal de Niterói em 2004 - Prefeito eleito: Godofredo Pinto (PT)
- Eleição municipal de Niterói em 2000 - Prefeito reeleito: Jorge Roberto Silveira (PDT)
- Eleição municipal de Niterói em 1996 - Prefeito eleito: Jorge Roberto Silveira (PDT)